# Phanerozoic I: Palaeozoic
Phanerozoic I: Palaeozoic è l'ottavo album in studio del gruppo musicale tedesco The Ocean Collective, pubblicato il 2 novembre 2018 dalla Metal Blade Records.

## Descrizione
L'album è il seguito ideale del quarto album Precambrian, trattando infatti l'eone fanerozoico (in special modo l'era paleozoica), ma rappresenta anche un anello di congiunzione tra quest'ultimo album e il doppio concept Heliocentric e Anthropocentric sia dal punto di vista lirico che da quello musicale. Come spiegato dal chitarrista Robin Staps, i testi ruotano attorno all'idea dell'eterno ritorno teorizzato da Friedrich Nietzsche:
Musicalmente, le sette tracce dell'album presentano un incrocio tra sonorità progressive, post e sludge metal, con inserti tipicamente doom metal ed elettronici, accompagnati da altri di natura orchestrale. Il cantato di Loïc Rossetti, al pari delle precedenti pubblicazioni del gruppo, si alterna tra momenti melodici e altri in growl.

## Promozione
In simultanea con l'annuncio dell'album, il gruppo ha reso disponibile per il download digitale il primo singolo Permian: The Great Dying, seguito il 2 ottobre da Devonian: Nascent, brano realizzato con la partecipazione vocale di Jonas Renkse dei Katatonia. Come ultima anticipazione all'album, i The Ocean Collective hanno pubblicato come terzo estratto Cambrian II: Eternal Recurrence, accompagnato dal relativo video musicale. Anche per Permian: The Great Dying è stato successivamente realizzato un video, diretto da Craig Murray e presentato il 19 giugno 2019 in anteprima sul sito della rivista statunitense Billboard.
Tra ottobre e novembre 2018 i The Ocean Collective hanno intrapreso il Phanerozoic I Tour, una serie di nove date in Europa durante il quale sono stati accompagnati dai Rosetta e dagli Årabrot; una tournée più estesa, il Phanerozoic Tour - Chapter II, Europe 2019, si è invece svolto tra marzo e aprile 2019 sempre in Europa per un totale di 26 date. Tra giugno e agosto 2019 il gruppo ha tenuto una serie di concerti in vari festival, tra cui il Rockfest in Finlandia e il Summer Breeze in Germania, oltre a un concerto speciale in Puglia insieme ai God Is an Astronaut, per poi intraprendere tra agosto e ottobre 2019 la tournée The Siberian Traps Tour 2019, esibendosi in nazioni dell'Asia e dell'Europa orientale come Armenia, Georgia, Kazakistan, Lettonia, Russia e  Giappone; da quest'ultimo tour è stato in seguito tratto il documentario omonimo uscito nel novembre 2020 attraverso il canale YouTube della Pelagic Records. Il tour conclusivo a supporto dell'album è stato il Phanerozoic Tour - Chapter III, Europe 2019, che li ha visti esibirsi insieme ai Port Noir in qualità di artisti d'apertura dei Leprous.
Il 25 marzo 2021 i The Ocean Collective hanno eseguito Phanerozoic I: Palaeozoic per intero attraverso un concerto in live streaming tenuto a Brema.

## Tracce
Testi di Robin Staps (eccetto dove indicato), musiche di Robin Staps, Paul Seidel, Loïc Rossetti e Mattias Hägerstrand.
1. The Cambrian Explosion – 1:54
2. Cambrian II: Eternal Recurrence – 7:51
3. Ordovicium: The Glaciation of Gondwana – 4:49
4. Silurian: Age of Sea Scorpions – 9:36
5. Devonian: Nascent – 11:05 (testo: Jonas Renkse)
6. The Carboniferous Rainforest Collapse – 3:08
7. Permian: The Great Dying – 9:22

CD/LP bonus nell'edizione deluxe
1. The Cambrian Explosion (Instrumental) – 1:54
2. Cambrian II: Eternal Recurrence (Instrumental) – 7:51
3. Ordovicium: The Glaciation of Gondwana (Instrumental) – 4:49
4. Silurian: Age of Sea Scorpions (Instrumental) – 9:36
5. Devonian: Nascent (Instrumental) – 11:05
6. The Carboniferous Rainforest Collapse (Instrumental) – 3:08
7. Permian: The Great Dying (Instrumental) – 9:22

Precambrian Live – DVD bonus nell'edizione box set
- Precambrian Live 2018

1. Siderian/Rhyacian (Live at Pelagic Fest, Berlin, DE - May 19, 2018)
2. Orosirian (Live at Doornroosje, Nijmegen, NL - May 9, 2018)
3. Statherian (Live at Doornroosje, Nijmegen, NL - May 9, 2018)
4. Calymmian (Live at Doornroosje, Nijmegen, NL - May 9, 2018)
5. Ectasian (Live at Pelagic Fest, Berlin, DE - May 19, 2018)
6. Stenian (Live at Doornroosje, Nijmegen, NL - May 9, 2018)
7. Tonian (Live at Pelagic Fest, Berlin, DE - May 19, 2018)

- Phanerozoic Studio Report

1. Chapter 1: Iceland
2. Chapter 2: Berlin
3. Chapter 3: Spain/Sweden

## Formazione
Hanno partecipato alle registrazioni, secondo le note di copertina:
Gruppo
- Loïc Rossetti – voce
- Paul Seidel – batteria, organo
- Mattias Hägerstrand – basso
- Peter Voigtmann – sintetizzatore, campionatore
- Robin Staps – chitarra, organo, arrangiamento
- David Ramis Åhfeldt – chitarra aggiuntiva (traccia 2)
- Dalai Theofilopoulou – violoncello (tracce 4, 5 e 7)

Altri musicisti
- Fritz Mooshammer – tromba e corno (traccia 4)
- Andrej Ugoljew – trombone (traccia 4)
- Vincent Membrez – pianoforte (traccia 4)
- Jonas Renkse – voce (traccia 5)

Produzione
- Robin Staps – produzione, registrazione chitarre, basso e violoncello, ingegneria del suono aggiuntiva
- Julien Fehlmann – registrazione batteria
- Chris Edrich – registrazione chitarre, basso e violoncello, ingegneria del suono aggiuntiva
- David Åhfeldt – registrazione chitarre, basso e violoncello
- Dalai Theofilopoulou – registrazione chitarre, basso e violoncello
- Peter Voigtmann – registrazione sintetizzatore
- Jens Bogren – missaggio
- Tony Lindgren – mastering

## Classifiche
| Classifica (2018) | Posizione massima |
| ----------------- | ----------------- |
| Germania          | 41                |